# Michail Mišustin
Michail Vladimirovič Mišustin (* 3. března 1966 Moskva) je ruský ekonom a politik, od ledna 2020 předseda vlády Ruska, když nahradil Dmitrije Medveděva. Ve státní správě působil v letech 2010–2020 jako ředitel Federální daňové služby. Pod jeho vedením úřad prošel digitalizací daňového systému, jež omezila daňové úniky, a zaveden byl online přístup k informacím z tržeb.

## Život a kariéra
Jeho otec Vladimir Mojšejevič, narozený v Polocku v Bělorusku, měl židovské předky. V roce 1989 dokončil studium systémového inženýrství na Moskevském institutu obráběcích strojů a v roce 1992 zde absolvoval postgraduální studium. Pak pracoval jako ředitel laboratoře a působil také v neziskovém sektoru.
V roce 1998 nastoupil do ruské státní správy. Nejdřív působil ve Federální daňové službě, později v strukturách jiných ministerstev a státních agentur. Zejména v oblasti výběru daní dosáhl několika úspěchů – podařilo se mu například dokončit elektronizaci a propojení ruské daňové infrastruktury. Jiná státní agentura pod jeho vedením realizovala komplexní ocenění půdy v celé Ruské federaci, což umožnilo zavedení pozemkové daně v zemi.
V roce 2008 dobrovolně opustil státní službu a vstoupil do soukromé sféry. Nejvýznamnějším se stal jeho post v investiční skupině UFG Asset Management, v níž dva roky působil jako řídící partner skupiny. V roce 2010 se vrátil do veřejné sféry a stanul v čele Federální daňové služby, která pod jeho vedením a s využitím analytických metod zefektivnila výběr daní, zefektivnila daňové kontroly, zpřísnila boj proti neoprávněnému vracení DPH a i nadále elektronizovala svůj chod a služby občanům, včetně zavedení komplexního systému elektronické evidence tržeb.
Po odstoupení vlády Dmitrije Medveděva v lednu 2020 jej prezident Vladimir Putin dne 15. ledna navrhl do funkce ruského premiéra. Hned následujícího dne byl schválen Státní dumou (podpořili jej všichni poslanci kromě komunistických, kteří se zdrželi) a prezidentem jmenován do funkce. Brzy po jeho nástupu do funkce se objevila podezření týkající se značného majetku jeho manželky a hodnoty jeho moskevských nemovitostí, na která upozornil zejména opoziční aktivista Alexej Navalnyj; Mišustin na obvinění odpověděl, že po návratu do státní služby v roce 2010 svůj majetek a své finanční aktivity v souladu s ruskými zákony převedl na svoji ženu.
K jeho zálibám patří například lední hokej, obnovování pravoslavných chrámů nebo skládání častušek. Dne 30. dubna 2020 byl pozitivně testován na nemoc covid-19.
Zdroje blízké Kremlu řekly zpravodajskému serveru Meduza, že Mišustin nevěděl o Putinových plánech zahájit rozsáhlou invazi na Ukrajinu a nechce být s válkou spojován. Podle BBC má Mišustin „nezáviděníhodný úkol“ zachránit ruskou ekonomiku.